# Jan W. Zamorski
Jan Władysław Zamorski (ur. 19 marca 1949 w Darłowie) – polski żeglarz, kapitan jachtowy i pisarz marynista; doktor nauk przyrodniczych, geolog morza.

## Życiorys

### Rodzina
Syn oficera Polskiej Marynarki Handlowej inż. mech. Kazimierza Zamorskiego i Stefanii Szpitalnej-Mazurkiewicz. Wnuk inż. dypl. architekta Władysława Jana Zamorskiego, kapitana artylerii fortecznej c.k. w Krakowie, założyciela w 1925 r. oddziału Polskiego Towarzystwa Krajoznawczego w Przemyślanach. Wnuk po kądzieli mec. Franciszka Szelewskiego, prezesa Państwowej Izby Notarialnej we Lwowie. Prawnuk sędziego Karola Schweitzera – prezesa Wyższego Sądu Krajowego Królestwa Galicji i Lodomerii we Lwowie.
Jan Zamorski dwukrotnie zawarł związek małżeński: z dr biochemii Barbarą Skrobisz i z Jolantą Zawadą. Jest ojcem czworga dzieci: Maury (1972), Zuzanny (1978), Witolda (1983) i Jakuba (1988).
W 1993 wyemigrował do Kanady. Jest obywatelem Polski i Kanady.

### Edukacja
Absolwent Liceum Ogólnokształcącego nr I w Gdyni-Orłowie, w klasie łacińskiej.
W latach 1966–1971 studiował geologię na Wydziałe Nauk Przyrodniczych Uniwersytetu Wrocławskiego i religioznawstwo na Wydziale Historyczno-Filozoficznym tamże. W 1972 obronił pracę magisterską pt. „Budowa geologiczna struktury Drawno” u prof. dr hab. Józefa Oberca. W 1991 obronił dysertację doktorską z zakresu geologii morza pt. „Struktury sedymentacyjne współczesnych osadów brzegowych i płytkomorskich Morza Bałtyckiego”. Promotorem w przewodzie doktorskim był prof. dr hab. Roman Racinowski.

## Osiągnięcia naukowo-badawcze
Dr Jan W. Zamorski pracował jako geolog morza, a także pisarz i publicysta. Był adiunktem w Państwowym Instytucie Geologicznym w Warszawie, w Oddziale Geologii Morza w Sopocie. Jest wynalazcą i konstruktorem łapaczek sedymentologicznych i próbników do uzyskiwania z mórz próbek osadów dennych o nienaruszonej strukturze oraz próbek saltujących osadów eolicznych. Zostały one zastosowane pierwszy raz w Polsce w strefie brzegowej Bałtyku.
Autor kilkudziesięciu publikacji naukowych i dokumentacji geologicznych z zakresu sedymentologii, stratygrafii, geologii złóż, kartografii geologicznej, hydrogeologii i geologii inżynierskiej. Prace te były publikowane w „Przeglądzie Geologicznym”, „Kwartalniku Geologicznym” i w materiałach archiwalnych PIG oraz przedsiębiorstw hydrogeologicznych we Wrocławiu i Gdańsku.

### Dokonania w poszczególnych dziedzinach
- Stratygrafia: oznaczenie ok. 300 gatunków fauny przewodniej z otworów naftowych do 5,5 tys. metrów głębokości na strukturze Drawno – Nizina Szczecińska (1970–1972). Oznaczenie fauny trylobitów i orthocerasów ordowiku i syluru w płn. Appalachach w Etobicoke Creek w Ontario (1994–1995).
- Geologia dynamiczna: rozpoznanie tektoniki solnej na strukturze Drawno – Nizina Szczecińska (1972).
- Hydrogeologia: dokumentowanie zasobów wód podziemnych z utworów czwartorzędowych, trzeciorzędowych, kredowych i triasowych dla Dolnego i Górnego Śląska, ziemi lubuskiej, Jury Częstochowsko-Krakowskiej i Pomorza Gdańskiego (1972–1976).
- Geologia inżynierska: oznaczanie wytrzymałości gruntów dla posadawiania obiektów budowlanych: Gdańsk Port Północny, Elektrownia Dolna Wisła Kwidzyń-Gniew, Port Ustka, Obwodnica Trójmiasta (1976–1978).
- Geologia naftowa Morza Północnego: studium dla Intermorgeo Leningrad (1978).
- Geologia morza: badanie struktur sedymentacyjnych osadów strefy brzegowej i płytkomorskiej Morza Bałtyckiego (1978–1986).
- Geologia złóż: oszacowanie zasobów kruszywa naturalnego na Ławicy Słupskiej (1984); piasków magnetytowych islandzkiego fiordu Hafnarfjörður (1981).
- Kartografia geologiczna: opracowanie szczegółowej Mapy Geologicznej Polski w skali 1:50 000, ark. Rumia i Chwaszczyno (1987–1993).

## Twórczość literacka i wydawnicza
Jako prezes oficyny White Red Anchor Publishing w Toronto, Jan W. Zamorski był wydawcą i redaktorem naczelnym magazynów żeglarskich „Białe Żagle” (1997–2000) i „Nasze Żagle” (2000–2014) oraz magazynu społeczno-kulturalnego „PL” (2004–05). Autor artykułów dla wydawanego w Toronto dziennika „Gazeta” i periodyka „Polonez”. Autor powieści, opowiadań, szkiców historycznych oraz wydawnictw leksykalnych. w polskiej i angielskiej wersji językowej:
- 10 lat PKJK White Sails Toronto, White Red Anchor Publishing, 68 stron, Toronto 2008
- Z Marią przez życie i oceany, czyli opowieści kpt. Ludomira Mączki, White Red Anchor Publishing, 512 s., Toronto 2010[12][13]
- Wspomnienia admirała Romualda Nałęcz-Tymińskiego oraz zarys 1000-letniej historii polskiego oręża na morzu, tom I i II, 1200 s., Toronto 2014
- Żeglarstwo Polonijne na Świecie, White Red Anchor Publishing, 250 s., Toronto 2015
- Wagner Sailing Rally 2015, British Virgin Island, 56 s., WRA Publishing, Toronto, 2015
- Yacht Klub Polski Toronto 2011–2016, White Red Anchor Publishing, 72 s., Toronto 2016
- 1st Polish Independence Regatta Niepodległa, WRA Publishing, 46 s., Toronto, 2018
- Ludek – żeglarz absolutny, wyd. Andrzej Kowalczyk – Agde (Francja), 2018
- Wybitni Kanadyjczycy polskiego pochodzenia, WRA Publishing, 67 s., Toronto 2019
- Wierni do krwi, White Red Anchor Publishing, 300 s., Toronto 2019
- Święte miejsca i dzieła Polaków, II tomy, WRA Publishing, 650 s., Toronto 2020
- Wybitni Amerykanie polskiego pochodzenia, WRA Publishing, 390 stron, Toronto 2021.

## Działalność społeczna
W marcu 1968 r. był jednym z przywódców strajku studenckiego na Wydziale Przyrodniczym Uniwersytetu Wrocławskiego. Prezes NOT w Oddziale Geologii Morza IG w Sopocie. W latach 1980–1989 przewodniczący KZ NSZZ Solidarność w OGM Sopot, w małym zakładzie, który był jednym z najdłużej strajkujących podczas stanu wojennego na Wybrzeżu. Wicekomandor YK „Hydropol” w Gdańsku (1976–1980) i członek YK Stoczni Północnej im. Bohaterów Westerplatte w Gdańsku Stogach (1981–1988).
W Kanadzie – współzałożyciel i komandor Polsko-Kanadyjskiego Yacht Clubu „Biały Żagiel” w Toronto (1998–2000). Współzałożyciel i wicekomandor Polish Yachting Association of North America w Chicago (1997–2000). W 2011 komandor-założyciel Yacht Clubu of Poland Toronto, zarejestrowanego w Warszawie jako Yacht Klub Polski Toronto.
Jako kierownik wyszkolenia żeglarskiego (w latach 1976–2019) wykształcił tysiące adeptów żeglarstwa w Polsce i w Kanadzie. Twórca Zamorskiej Szkoły Kapitanów w Toronto, która wyedukowała kilkudziesięciu kapitanów jachtowych i sterników morskich. Wiceprezes Polsko-Kanadyjskiego Stowarzyszenia „Pamięć i Prawda” i organizator umieszczenia w Toronto 200-letniej Polonijnej Kapsuły Czasu.
W latach 2001–2005 nawigator w pomocniczym oddziale ratunkowym kanadyjskiej Straży Wybrzeża (Coast Guard) w Pickering.

## Rejsy i wyprawy
W latach 1953–2018 Jan W. Zamorski pływał po 35 morzach i dwóch oceanach. Jako załogant, organizator, pasażer, I oficer, kapitan oraz kierownik naukowy przepłynął ponad 150 tys. mil morskich odwiedzając ok. 60 państw i ok. 110 wysp, zawinął do ok. 310 portów.
Dokonał tego na ponad 90 różnych jachtach, statkach i okrętach, m.in.: s/s Rusałka (1967), m/s Huta Łabędy (1968), m/s Ziemia Mazowiecka (1969), STS Generał Zaruski (1979), s/y Wiatr (1980, egzamin na sternika morskiego), s/y Wołodyjowski (1981), s/y Zbigniew Boliński (1985), ORP Heweliusz, ORP Arctowski, ORP Kopernik (1985–90), s/m Armenia (1986), STS Henryk Rudkowski (1988), s/y Wojewoda Koszaliński (1989–1990), s/y Sopot (1998), s/y Obssesion (1999), s/y Secret Scherer (ex-Fazisi) (2000), s/y Capsis (2001–2002), s/y Julianna (2003), m/s Capt. Henry Jackman (2003), s/y Phalarope (2006–2009, 2012, 2018), s/y Aldebaran (2015) i s/y Jane (2016).

### Ważniejsze sukcesy sportowe
- Pierwsze polskie przejście Jaskini Hruszowskiej na Słowacji (1976);
- I miejsce w Regatach o Puchar YK „Hydropol” Gdański, Jez. Gowidlińskie, Omega (1977);
- I miejsce w Regatach o Puchar Ambasadora RP w Kanadzie, Jez. Ontario, Viking (2001);
- I miejsce w Regatach o Puchar Żywca, Jez. Ontario, C&C – 34’ (2009).

## Wyróżnienia i odznaczenia
Janowi Zamorskiemu przyznano odznaczenia za propagowanie kultury marynistycznej i tradycji Marynarki Wojennej RP na Obczyźnie oraz za zasługi dla polskiego i polonijnego żeglarstwa w Polsce i Ameryce Północnej:
- odznaka Orła Białego garnizonu miasta Gdyni;
- złota odznaka PZŻ (1957), medal 90-lecia PZŻ, medal 95-lecia PZŻ;
- medal brązowy oraz złote odznaki jubileuszowe 85-lecia i 90-lecia Yacht Klubu Polski;
- srebrny medal „90 Years of Royal Canadian Legion”, złoty medal RCL.